# Sirah
Sirah (tudi Jezus Sirah ali Sirahova knjiga, latinsko: Ecclesiasticus) je devterokanonična knjiga Svetega pisma stare zaveze. Oznaka knjige je Sir.
Knjigo je okoli leta 180-175 pr. n. št. napisal Ješua ben Eleazar ben Sira (latinizirano in skrajšano Jezus (ben) Sirah), jeruzalemski Jud, ki je pozneje živel v Aleksandriji. Avtorjev vnuk je pozneje v Egiptu knjigo prevedel iz hebrejščine v grščino in dodal tudi kratek uvod.
Avtor je sestavil knjigo kot zbirko naukov in izrekov o pravičnem in pobožnem življenju. Knjigo uvrščamo svetopisemsko modrostno literaturo.
Knjigo priznavajo katoliki, pravoslavci in manjše število protestantov. Ne nahaja se v židovskem biblijskem kanonu, vendar se citira v Talmudu in rabinski literaturi.
V prvih krščanskih skupnostihje bila knjiga zelo priljubljena. Skupaj z ostalimi devterokanoničnimi knjigami je bila uvrščena v Sveto pismo na cerkveni sinodi v Hiponu l. 393 in v Kartagi l. 397.
Knjiga ima 51 poglavij. V knjigi je mogoče razlikovati tri dele: Sir 1–23,27; Sir 24–42,14 i Sir 42,15–51,30 .
Sestavljena je iz modrih izrekov, nasvetov, hvalospevov, molitev in navodil, ki se navezujejo na situacije iz vsakdanjega življenja. Avtor je želel ohraniti duhovno dediščino svojega naroda. V tem času je prišlo do spoznavanja helenistične kulture pri Judih, do katere je avtor odprt in opominja na pozitivne primere te kulture. Opozarja na negativne pojave v družbi in spodbuja vernike naj spoštujejo zakon Najvišjega in naj se ne sramujejo vere.